# 四ヨウ化炭素
四ヨウ化炭素（しようかたんそ、英語: carbon tetraiodide）は、テトラハロメタンの一種である。明るい赤色であり、有色のメタン誘導体の珍しい例となっている。分子内における炭素原子の質量の割合はわずか2%である。
分子は四面体型で、C-I間の距離は2.12 ± 0.02 Aである。I---I間の距離は3.459 ± 0.03 Aと混み合っており、おそらくこれが理由で熱的、光化学的に不安定である。六ヨウ化エタンは、おそらく同じ理由によって知られていない。
四ヨウ化炭素は、単斜晶系に結晶化する(a 22.39, b 12.93, c 25.85 (.10-1 nm), β 125.26°)。
置換基が対称性を持った四面体構造であるため、双極子モーメントは0デバイである。

## 特徴、合成、利用
四ヨウ化炭素は、比較的水と反応しやすく、水と反応してヨードホルムやヨウ素分子を形成する。一方、無極性有機溶媒にも溶解する。熱や光化学反応によって分解し、四ヨウ化エチレンI2C=CI2となる。合成には塩化アルミニウム触媒を必要とし、次の反応が室温で進行する。
{\displaystyle {\ce {CCl4\ + 4 EtI ->CI4\ + 4 EtCl}}}
反応溶液からは、反応物が結晶化する。
四ヨウ化炭素は、塩基性条件下でしばしばヨウ化反応のための試薬として用いられる。ケトンは、トリフェニルホスフィンと四ヨウ化炭素によって1,1-ジヨードエチレンに変換される。アルコールは、アッペル反応と似た機構でヨウ化物になる。アッペル反応では、アルコールから塩化物を作るために四塩化炭素が用いられる。

## 安全性
四ヨウ化炭素は、0℃付近で保存することが推奨されている。刺激物であり、半数致死量は、178 mg/kgである。一般的に、過ハロゲン化有機化合物は毒性を持つ。